# Vaudherland
Vaudherland egy község Franciaországban. Lakosainak száma 102 fő (2022. január 1.).

## Földrajza
Vaudherland Roissy-en-France, Gonesse és Le Thillay községekkel határos.